# Joël Veltman
Joël Ivo Veltman (Velsen, 15 de janeiro de 1992) é um futebolista neerlandês que atua como zagueiro ou lateral-direito. Atualmente, joga no Brighton & Hove Albion.
É conhecido pelo seu jogo duro e alta marcação, motivo de tomar muitos cartões.
Foi convocado à Copa do Mundo FIFA de 2014.

## Títulos
Ajax
- Eredivisie: 2012–13, 2013–14, 2018–19
- Supercopa dos Países Baixos: 2013
- Copa dos Países Baixos: 2018–19
- Supercopa dos Países Baixos: 2019